# Raffaello Leonardo
Raffaello Leonardo (Nápoles, 1 de mayo de 1973) es un deportista italiano que compitió en remo.
Participó en cinco Juegos Olímpicos de Verano, entre los años 1992 y 2008, obteniendo una medalla de bronce en Atenas 2004, en la prueba de cuatro sin timonel, el sexto lugar en Atlanta 1996 (cuatro sin timonel) y el cuarto en Sídney 2000 (ocho con timonel).
Ganó cuatro medallas en el Campeonato Mundial de Remo entre los años 1994 y 2005.

## Palmarés internacional
| Juegos Olímpicos   | Juegos Olímpicos              | Juegos Olímpicos  | Juegos Olímpicos   |
| Año                | Lugar                         | Medalla           | Prueba             |
| ------------------ | ----------------------------- | ----------------- | ------------------ |
| 2004               | Atenas (Grecia)               | Medalla de bronce | Cuatro sin timonel |
| Campeonato Mundial |                               |                   |                    |
| Año                | Lugar                         | Medalla           | Prueba             |
| 1994               | Indianápolis (Estados Unidos) | Medalla de oro    | Cuatro sin timonel |
| 1995               | Tampere (Finlandia)           | Medalla de oro    | Cuatro sin timonel |
| 2002               | Sevilla (España)              | Medalla de bronce | Cuatro sin timonel |
| 2005               | Kaizu (Japón)                 | Medalla de plata  | Ocho con timonel   |